# 多賀幹子
多賀 幹子（たが みきこ、1949年 - ）は、東京都出身のフリージャーナリストである。

## 人物・来歴
東京都生まれ。東京都杉並区の区立中学校の生徒であった時期がある。お茶の水女子大学文教育学部国文科 卒。広告会社の編集者、編集長を経て、フリージャーナリストへ。女性・教育・異文化を取り上げる。
メーカー勤務の夫の転勤のため、1983年から5年間アメリカ合衆国のニューヨークに滞在。
帰国後の1989年6月23日付け朝日新聞「論壇」に、「米国型誘拐に警戒を強めよ」を掲載し、米国におけるチャイルドミッシングを紹介。その後現在に至る「子供を狙った事件の頻発」論に道を開くと同時に、男の子であっても油断はならないと主張した。
2020年10月に、40年以上連れ添った夫が死亡した。

## 著書
- 追いつめられた子供たち--アメリカはここまで病んでいる（PHP研究所、1987年）
- トゥイナー（普通人）たちのニューヨーク（時事通信社、1988年）
- シングル・マインド--ニューヨークの女たちはいま（学陽書房、1989年）
- その名はアメリカ大統領夫人（ファースト・レディー）--41の愛と野望（徳間書店、1990年）
- ニューヨークで夢探し--女たちが語る「家庭」と「仕事」（時事通信社、1991年）
- ラブ・ウォーズ--東京-ニューヨーク（飛鳥新社、1991年）
- 広い国で考えた狭い国のこと--今こそ学ぶアメリカの心（PHP研究所、1992年）
- 中学合格はママにあり（朝日新聞社、1992年）
- ”ママ”ほど素敵なドラマはない--子どものいる人生を選んだ私と彼女たち（PHP研究所、1993年）
- アメリカ「性事情」報告（朝日新聞社、1993年）
- これが、私の英語です--各界著名人が語る「英語の履歴書」（研究社出版、1993年）
- リベラル党発進--国弘正雄の護憲と非戦（三友社出版、1994年）
- 帰国子女の就職白書--ニッポンの社会に出てみたら（研究社出版、1995年）
- いじめ克服法--アメリカとイギリスのとりくみ（青木書店、1997年）
- ダイアナ死して、英国は蘇る（毎日新聞社、1998年）
- アフタヌーン・ティーはコーヒーで--生まれ変わったイギリス（NHK出版、2001年）
- ソニーな女たち（柏書房、2004年）
- 育児は3E--子どもと共に育つ親になるために（NHK出版、2005年）
- 親たちの暴走--日米英のモンスターペアレント（朝日新書、2008年）
- うまくいく婚活、いかない婚活（朝日新書、2010年）
- 子どもの”自学”する力を育むKUMON（PHP研究所、2014年）

## 訳書
- カルト教団からわが子を守る法（J・C・ロス、M・D・ランゴーニ著、朝日新聞社、1995年）